# Porrhomma spipolae
Porrhomma spipolae là một loài nhện trong họ Linyphiidae.
Loài này thuộc chi Porrhomma. Porrhomma spipolae được Lodovico di Caporiacco miêu tả năm 1949.